# 阿里郎
《阿里郎》（： Arirang，又譯阿里嵐等）是一首來自朝鮮民族（韓民族）的民歌，它在不同地方有不同版本，最常聽到的是流行於京畿道一帶的本調阿里郎，此版本是因1926年同名電影的主題曲而成名，該電影為朝鮮半島第一齣劇情片。
1950年代韓戰期間，駐韓美軍第7步兵師於1956年5月26日起將改編後的《新阿里郎進行曲》（New Arirang March）作為隊歌。後來該曲更在2000年悉尼奧運會期間作為韓國與朝鮮联合代表團的進場音樂。《阿里郎》亦是中央人民广播电台、KBS、自由亚洲电台等电台朝鲜语广播的开始曲或结束曲。2003年阿里郎组合发布的专辑《阿里郎》中亦有此歌曲。2011年，中國國務院把《阿里郎》列作第三批國家級非物質文化遺產代表性項目名錄。2012年聯合國將《阿里郎》列為人类非物质文化遗产。2014年11月，联合国教科文组织保护非物质文化遗产政府间委员会第九次会议正式将朝鲜传统民谣《阿里郎》列入教科文组织人类非物质文化遗产名录，这是朝鲜的文化遗产首次入列人类非物质文化遗产名录，至此韩国和朝鲜的《阿里郎》均列入教科文组织非遗名录。
據說阿里郎之語源為我離郎，又有一說為一座山之名，但並未證實。

## 本調阿里郎
第一段歌词：

| 아리랑, 아리랑, 아라리요... 아리랑 고개로 넘어간다. 나를 버리고 가시는 님은 십리도 못 가서 발병 난다. | 阿里郎，阿里郎，阿啦里喲…… 我的郎君翻山过岭，路途遥远 你怎么情愿把我扔下， 出了门不到十里路你会想家。 |

## 中文版阿里郎
阿里郎阿里郎阿啦里喲

阿里郎清早起來爬過山頂

天空亮 晨光放 穿過白雲照下方

好河山美如景招手呼喚

## 永川阿里郎
該版本的阿里郎不同于其他版本之处是採用了常見於中式音樂的五拍子。因此它的旋律與中式音樂相像。

歌词／가사
1. 아주까리 동배야 더 많이 열려라
산골집 큰 애기 신바람난다!

아리란가 스라린가 영천인가!
아리랑 고개로 날 넘겨주소!

2. 며루야 다래야 더 많이 열려라
앵두나 오디눈 단맛에 머구여!

아리란가 스라린가 영천인가!
딸기나 살구는 신맛에 먹는다!

3. 저 건너 앞산에 봉화가 떳구나
우리님을 허절씨구 만나를 보잔다!

아리란가 스라린가 영천인가!
아리랑 고개로 날 넘겨주소!

4. 울넘어 담넘어 님 숨겨두고 
호박잎만  난들난들 날 속였소!

아리란가 스라린가 영천인가!
아리랑 고개로 날 넘겨주소!

## 珍島阿里郎
自古以來，珍島阿里郎被稱之為「阿里郎打令」，直到1990年初才出現「珍島阿里郎」的說法。發源自全羅南道珍島地區的阿里郎，無論是在曲調或是歌詞意涵方面都與其他版本大不相同，演唱中不時出現的「顫音」與「啪打聲」則是全羅南道地區的歌謠特色，因此「珍島阿里郎」是具有強烈地方風格的版本。

## 密陽阿里郎
據說很久以前密陽有一個長得很漂亮的女孩子，她是地方長官的女兒，後來她受到地方長官的工人的侵犯並被殺害。後人為紀念她的貞潔於是便作此曲紀念。
這個故事近年被編為韓國恐怖電影「阿娘」，由宋允兒及李棟旭主演，台灣翻譯為「鬼魅兒」。